# Paradis Films
 (juillet 2025).
Il peut être nécessaire de l'améliorer pour respecter le principe de neutralité de point de vue. Veuillez consulter la page de discussion pour plus de détails.

Pour les articles homonymes, voir Paradis (homonymie).

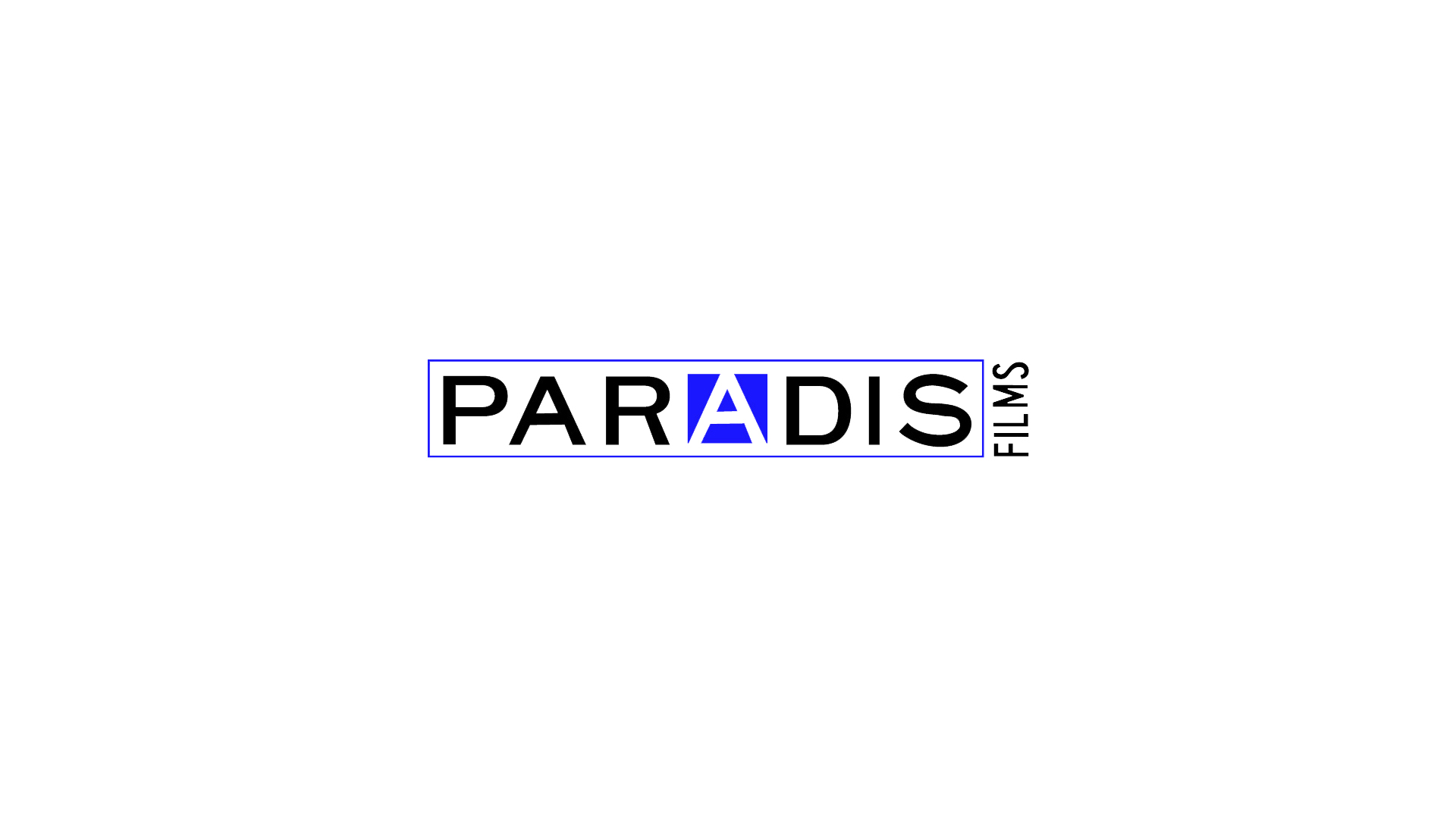
Logo de Paradis Films

Paradis Films est une société de production audiovisuelle et de distribution française fondée en 1983 par Jean Labadie, Stéphane Sorlat et Éric Heumann.

## Productions et coproductions
En tant que société de production, Paradis Films a produit plus de 70 films et a accompagné des réalisateurs comme Wong Kar Wai, Theo Angelopoulos, Daniel Burman, Hou Hsiao Hsien et Pablo Trapero.
Principales distinctions :
- Paysage dans le brouillard : Lion d'argent à la Mostra de Venise 1988.
- Indochine : Oscar 1993 du Meilleur film international, Golden Globes 1993 du Meilleur film en langue étrangère, César de la meilleure actrice pour Catherine Deneuve, César de la meilleure actrice dans un second rôle pour Dominique Blanc, César du meilleur son, César de la meilleure photographie et César des meilleurs décors au César 1993.
- Le Regard d'Ulysse : prix FIPRESCI au Festival de Cannes 1995.
- Port Djema : Ours d'Argent de la meilleure réalisation à la Berlinale 1997.
- L'Eternité et un jour : Palme d'Or au Festival de Cannes 1998.
- In the Mood for Love : César du Meilleur Film étranger au César 2001, en compétition  et prix d'interprétation masculine pour Tony Leung au Festival de Cannes 2000, nomination au BAFTA 2011 du meilleur film non-anglophone
- Fast Food Fast Women : en compétition au Festival de Cannes 2000
- Millennium Mambo : en compétition au Festival de Cannes 2001
- Le Mariage des moussons : Lion d'Or à la Mostra de Venise 2001, nomination au Golden Globes du Meilleur film étranger 2002
- Printemps dans une petite ville : Prix San Marco à la Mostra de Venise 2002
- 2046 : en compétition au Festival de Cannes 2004
- Le Fils d'Elias : Grand Prix du Jury et Ours d'Argent du meilleur acteur pour Daniel Hendler à la Berlinale 2004
- Three Times : en compétition au Festival de Cannes 2005
- La Princesse de Montpensier : en compétition au Festival de Cannes 2010, 7 nominations aux César 2010
- La Taupe : en compétition à la Mostra de Venise 2011, 2 prix et 9 nominations au BAFTA 2012, 3 nominations aux Oscars 2012

### Cinéma
- 1987 : Les Lunettes d'or de Giuliano Montaldo
- 1987 : Noyade interdite de Pierre Granier-Deferre
- 1988 : Paysage dans le brouillard de Theo Angelopoulos
- 1988 : La Couleur du vent de Pierre Granier-Deferre
- 1989 : La Salle de bain de John Lvoff
- 1989 : Les Bois noirs de Jacques Deray
- 1991 : Indochine de Régis Wargnier
- 1991 : Dans la soirée de Francesca Archibugi
- 1994 : Le Regard d'Ulysse de Theo Angelopoulos
- 1994 : Les Yeux fermés de Francesca Archibugi
- 1996 : Port Djema d'Éric Heumann
- 1998 : L'Éternité et Un Jour de Theo Angelopoulos
- 1999 : Garage Olimpo de Marco Bechis
- 2000 : In the Mood for Love de Wong Kar-wai
- 2000 : Fast Food Fast Women d'Amos Kollek
- 2000 : Hijack Stories (en) d'Oliver Schmitz
- 2001 : Millennium Mambo de Hou Hsiao-hsien
- 2001 : HS Hors service de Jean-Paul Lilienfeld
- 2001 : Le Mariage des moussons (Monsoon Wedding) de Mira Nair
- 2001 : Samsâra de Pan Nalin
- 2002 : Printemps dans une petite ville de Tian Zhuangzhuang
- 2003 : 2046 de Wong Kar-wai
- 2003 : Le Costume de Bakhtiar Khudojnazarov
- 2003 : Stratosphere Girl (en) de Matthias X. Oberg (de)
- 2003 : Le Fils d'Elias de Daniel Burman
- 2004 : Voyage en famille (en) de Pablo Trapero
- 2005 : Three Times de Hou Hsiao-hsien
- 2006 : Les Lois de la famille de Daniel Burman
- 2008 : Les enfants sont partis de Daniel Burman
- 2008 : Une histoire italienne de Marco Tullio Giordana
- 2009 : Bambou de Didier Bourdon
- 2009 : Sumô (A Matter of Size) de Sharon Maymon et Erez Tadmor (he)
- 2009 : Sœur Sourire de Stijn Coninx
- 2010 : La Princesse de Montpensier de Bertrand Tavernier
- 2012 : Ma Bonne Étoile d'Anne Fassio
- 2012 : La Taupe de Tomas Alfredson
- 2014 : L'Incomprise d'Asia Argento
- 2017 : Mission Pays basque de Ludovic Bernard

### Télévision
Collection Crime à... :
- 2014 : Crime en Aveyron de Claude-Michel Rome
- 2014 : Crime en Lozère de Claude-Michel Rome
- 2015 : Crime à Aigues-Mortes de Claude-Michel Rome
- 2016 : Crime à Martigues de Claude-Michel Rome
- 2017 : Crime dans les Alpilles de Claude-Michel Rome
- 2018 : Crime dans le Luberon d'Éric Duret

- 2019 : Crime dans l'Hérault d'Éric Duret

- 2020 : Crime à Saint-Affrique de Marwen Abdallah
- 2021 : Crime à Biot de Christophe Douchand

## Distribution
En tant que société de distribution, Paradis Films a accompagné en salles des films d'auteur européens, des comédies françaises et des films d'animation.

### Filmographie sélective
| Année | Titre français                     | Titre original                                       | Réalisateur                   | Pays d'origine |
| ----- | ---------------------------------- | ---------------------------------------------------- | ----------------------------- | -------------- |
| 2013  | Le Premier homme                   | -                                                    | Gianni Amelio                 | France         |
| 2013  | Millefeuille                       | -                                                    | Nouri Bouzid                  | Tunisie        |
| 2014  | 24 Jours                           | -                                                    | Alexandre Arcady              | France         |
| 2014  | Obvious Child                      | -                                                    | Gillian Robespierre           | USA            |
| 2014  | The Go-Go Boys                     | The Go-Go Boys: The Inside Story of Cannon Films     | Hilla Medalia                 | Israël         |
| 2014  | G.H.B.                             | -                                                    | Laetitia Masson               | France         |
| 2014  | L'Incomprise                       | Incompresa                                           | Asia Argento                  | Italie         |
| 2015  | Asphalte                           | -                                                    | Samuel Benchetrit             | France         |
| 2015  | Oups ! J’ai raté l’arche…          | Ooops ! Noah is gone                                 | Toby Genkel, Sean McCormack   | Irlande        |
| 2016  | Louis-Ferdinand Céline             | Céline (Deux clowns pour une catastrophe)            | Emmanuel Bourdieu             | France         |
| 2016  | L'Origine de la violence           | -                                                    | Elie Chouraqui                | France         |
| 2016  | La vie est belge                   | Brabançonne                                          | Vincent Bal                   | Belgique       |
| 2016  | Mr. Ove                            | En Man Som Heter Ove                                 | Hannes Holm                   | Suède          |
| 2016  | Carole Matthieu                    | -                                                    | Louis-Julien Petit            | France         |
| 2017  | Fiore                              | -                                                    | Claudio Giovannesi            | Italie         |
| 2017  | Jonction 48                        | Junction 48                                          | Udi Aloni                     | Israël         |
| 2017  | A serious game                     | Den allvarsamma leken                                | Pernilla August               | Suède          |
| 2017  | Mission Pays Basque                | -                                                    | Ludovic Bernard               | France         |
| 2018  | Le Voyage de Ricky                 | Richard The Stork                                    | Toby Genkel, Reza Memari      | Allemagne      |
| 2018  | Chien                              | -                                                    | Samuel Benchetrit             | France         |
| 2018  | Dovlatov                           | Довлатов                                             | Alexeï Alexeïevitch Guerman   | Russie         |
| 2019  | A cause des filles..?              | -                                                    | Pascal Thomas                 | France         |
| 2019  | Quand on crie au loup              | -                                                    | Marilou Berry                 | France         |
| 2020  | Summerland                         | -                                                    | Jessica Swale                 | Royaume-Uni    |
| 2021  | Oups ! J'ai encore raté l'arche... | Oops ! The Adventure continues...                    | Toby Genkel, Sean McCormack   | Irlande        |
| 2022  | Koati                              | -                                                    | Rodrigo Perez-Castro          | Mexique        |
| 2023  | Les Aventures de Ricky             | Richard the Stork and the Mystery of the Great Jewel | Mette Tange, Benjamin Quabeck | Allemagne      |
| 2024  | Le Bonheur est pour demain         | -                                                    | Brigitte Sy                   | France         |
| 2024  | Neuilly Poissy                     | -                                                    | Grégory Boutboul              | France         |
| 2025  | 100 Millions !                     | -                                                    | Nath Dumont                   | France         |